# Death to Infidels Tour 2009
Il Death To Infidels Tour 2009 è il tour della band heavy metal Manowar effettuato nel 2009.

## Notizie generali
IL Death To Infidels Tour 2009 è un tour estivo in cui i Manowar hanno partecipato ad alcuni festival europei.

## Formazione
- Eric Adams - voce
- Joey DeMaio - basso
- Karl Logan - chitarra
- Donnie Hamzik - batteria

## Date e tappe
|                |           |           |                               |  |  |  |
| 13 giugno 2009 | Seinäjoki | Finlandia | Provinssirock Festival        |  |  |  |
| 21 giugno 2009 | Clisson   | Francia   | Hellfest Festival             |  |  |  |
| 27 giugno 2009 | Saragozza | Spagna    | Metalway Festival             |  |  |  |
| 5 luglio 2009  | Bucarest  | Romania   | B'estfest Aftershock Festival |  |  |  |
| 10 luglio 2009 | Kvinesdal | Norvegia  | Norway Rock Festival          |  |  |  |
| 18 luglio 2009 | Loreley   | Germania  | Magic Circle Festival         |  |  |  |
| 24 luglio 2009 | Mosca     | Russia    | Gorky Park Green Theater      |  |  |  |